# Elaeagnus difficilis
Elaeagnus difficilis — вид квіткових рослин з родини маслинкових (Elaeagnaceae). Поширення: Південний Китай.

## Середовище
Росте на висотах 600–1800 метрів.

## Біоморфологічна характеристика
Це вічнозелений кущ заввишки 2–3 метри. Бічні гілки ± з колючками на кінчиках; молоді гілки з коричневими, блідо-коричневими або червонувато-коричневими та брудно-білими лусками. Ніжка листка 8–15 мм; листкова пластинка знизу коричнево-зелена, зверху оливково-зелена після висихання й за винятком коричневих лусочок на середній жилці, ланцетна, 7–13.5 × 2.2–6 см, бічні жилки 5–9 з кожного боку середньої жилки, непомітні на обох поверхнях або підняті та з темнішими лусками знизу, основа округла або клиноподібна, край вузько загнутий, верхівка злегка загострена. Квіти пониклі, по 1–5 у пазухах нових бічних пагонів, іноді на дуже звужених коротких пагонах. Квітконіжка 1–12 мм, блідо-коричнево луската. Чашечка густо червонувато-коричнева луската; трубка трубчаста або трубчасто-дзвінчаста до злегка воронкоподібної, 4.5–5 × 2.7–4 мм; частки трикутно-яйцеподібні, 2.5–3 × ≈ 2.5 мм, всередині зірчасто-волосаті, верхівка гостра або загострена. Кістянка лососево- або оранжево-червона, циліндрична, 1.4–1.7 × 0.6–0.9 мм, 8-ребриста. Цвітіння: квітень, плодіння: травень і червень.